# Going am Wilden Kaiser
Going am Wilden Kaiser település Ausztriában, Tirolban a Kitzbüheli járásban található. Területe 20,6 km², lakosainak száma 1 909 fő, népsűrűsége pedig 93 fő/km² (2014. január 1-jén). A település 773 méteres tengerszint feletti magasságban helyezkedik el.

## Fordítás
- Ez a szócikk részben vagy egészben  a   Going am Wilden Kaiser című angol Wikipédia-szócikk ezen változatának fordításán alapul.  Az eredeti cikk szerkesztőit annak laptörténete sorolja fel. Ez a jelzés csupán a megfogalmazás eredetét és a szerzői jogokat jelzi, nem szolgál a cikkben szereplő információk forrásmegjelöléseként.